# Bonellia nervosa
Bonellia nervosa (C.Presl) B.Ståhl & Källersjö – gatunek roślin z rodziny pierwiosnkowatych (Primulaceae). Występuje naturalnie w Meksyku, Gwatemali, Salwadorze, Hondurasie, Nikaragui oraz Kostaryce. 

## Morfologia
PokrójZimozielony krzew dorastający do 5 m wysokości.
LiścieBlaszka liściowa jest skórzasta i ma eliptyczny lub odwrotnie jajowaty kształt. Mierzy 3–10 cm długości oraz 0,7–2 cm szerokości, jest całobrzega, ma zbiegającą po ogonku nasadę i ostry lub tępy wierzchołek. Ogonek liściowy jest nagi i ma 2–4 mm długości.
KwiatyZebrane po 4–8 w gronach wyrastających niemal na szczytach pędów. Mają 5 działek kielicha o okrągławym kształcie i dorastających do 2–3 mm długości. Płatki są okrągławe i mają pomarańczową barwę oraz 3–5 mm długości. Pręcików jest 5.
OwoceJagody mierzące 2-3 mm średnicy, o niemal kulistym lub podługowatym kształcie i brązoworóżowawej barwie.

## Biologia i ekologia
Rośnie w lasach, na wysokości do 700 m n.p.m.